# Retkinia Zachód-Smulsko

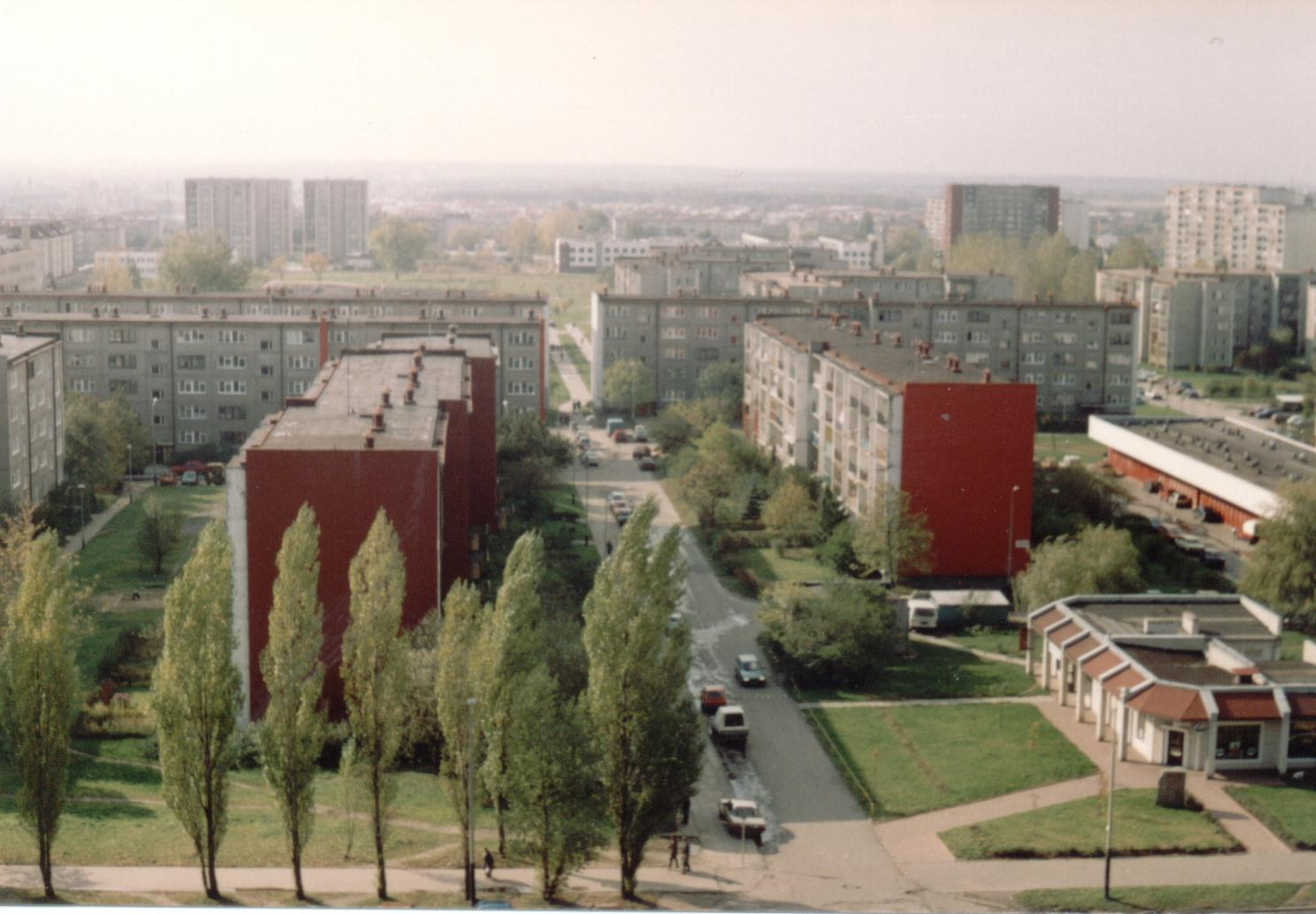
Panorama zachodniej części osiedla (Retkinia-Balonowa)

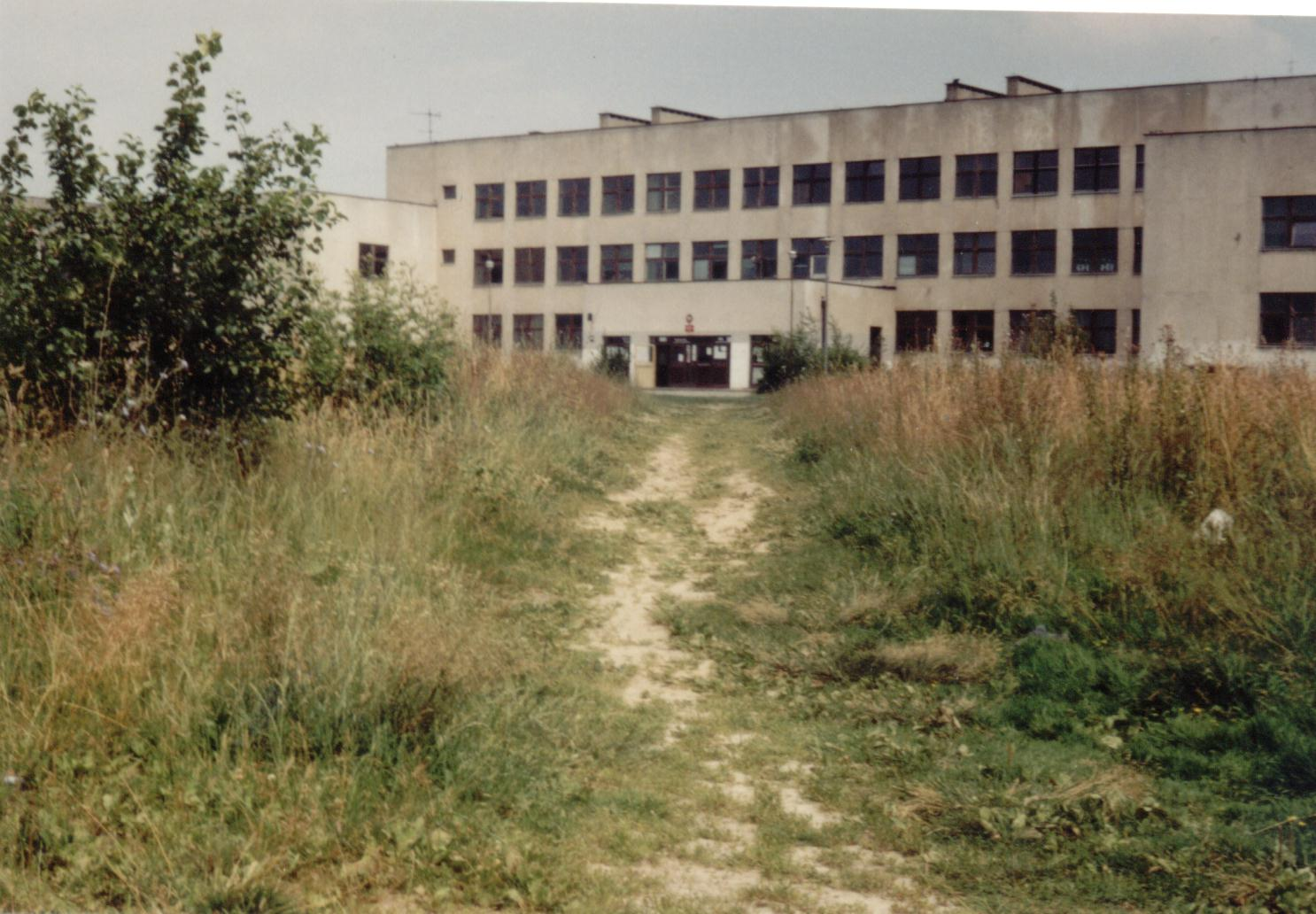
Szkoła podstawowa nr 44 na osiedlu Retkinia-Północ

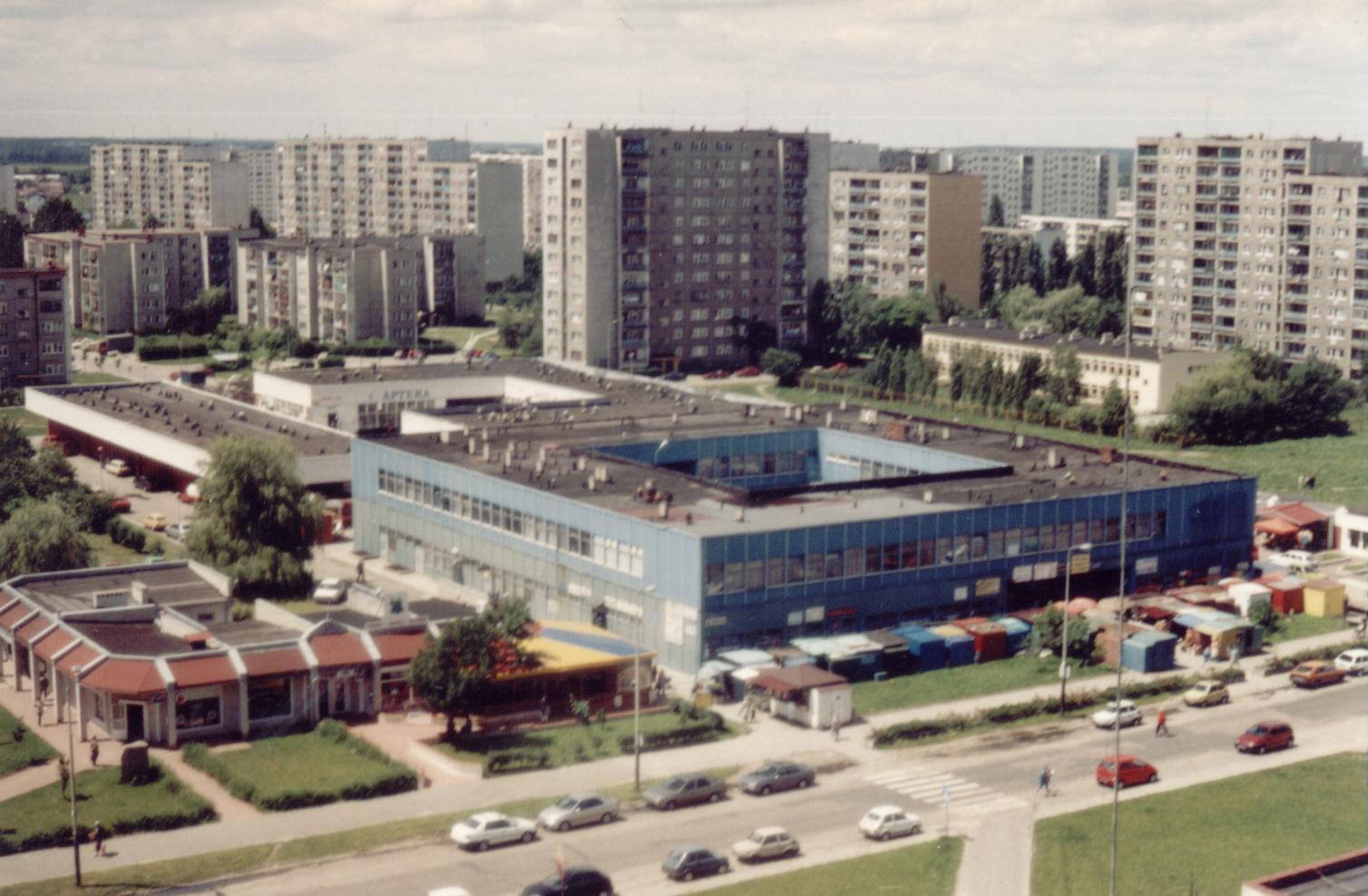
Panorama zachodniej części osiedla (Retkinia-Balonowa); na pierwszym planie sklepy zgrupowane w lokalne centrum handlowo-usługowe

Retkinia Zachód-Smulsko – osiedle administracyjne (jednostka pomocnicza gminy) w zachodniej części Łodzi, w dzielnicy Polesie, graniczące od zachodu z gminą Konstantynów Łódzki, obejmujące zachodnią część osiedla (zespołu mieszkaniowego) Retkinia (podosiedla: Balonowa i Retkinia-Północ) oraz osiedle Smulsko.
Organem uchwałodawczym osiedla jest Rada osiedla licząca 21 osób.
Organem wykonawczym jest Zarząd Osiedla, wybierany przez Radę osiedla.
Osiedle Retkinia Zachód-Smulsko jest gęsto zaludnione; obejmuje ono stosunkowo niewielki obszar (2,7 km²), na którym zamieszkuje blisko 25 078 osób.

Liczba stałych mieszkańców osiedla w ostatnich latach maleje:
- 2007 – 29 091 osób
- 2008 – 28 952 osób
- 2013 – 27 689 osób[2]
- 2021/2022 - 25 078 osób

## Obszar i zabudowa
Zdecydowaną część obszaru osiedla zajmują tereny zajęte przez budownictwo mieszkaniowe. Na osiedlu występują dwa typy zabudowy: wschodnia część osiedla – Retkinia to blokowisko złożone z cztero-, dziesięcio- i jedenastopiętrowych budynków zbudowanych w latach 70. (w ostatnich latach ocieplonych i pomalowanych); poza nimi w tej części osiedla znajduje się kilka nowych budynków wielorodzinnych, o podwyższonym standardzie, z cegieł i pustaków, zbudowanych w końcu XX w. 
W zachodniej części – na Smulsku znajdują się domy jednorodzinne z lat 80. i 90., stojące w zabudowie szeregowej oraz niewielkie obszary działek.
Poza tym na terenie osiedla, w pobliżu granicy z Konstantynowem znajdują się: niewielki sosnowy lasek oraz nieużytki.
Przez północno-zachodni skrawek osiedla przepływa rzeka Łódka.

## Historia
Retkinia i Smulsko aż do początku lat 70. były obszarami typowo wiejskimi, aczkolwiek włączonymi administracyjnie w skład miasta (co nastąpiło po II wojnie światowej). W końcu lat 60. władze miasta wytypowały tereny Retkini jako miejsce budowy nowoczesnego osiedla mieszkaniowego, kilka lat później wysiedlono dawnych mieszkańców, wyburzono zabudowania i w ich miejsce postawiono bloki. Po wybudowaniu bloków w zachodniej Retkini rozbudowa tego osiedla postępowała w kierunku miasta (obecnie obszary te wchodzą w skład osiedla administracyjnego Karolew-Retkinia Wschód). W tym czasie na terenie słabo zaludnionego Smulska powstały ogródki działkowe, a wkrótce (od początku lat 80.) rozpoczęto budowanie domów jednorodzinnych. Dobudowywanie kolejnych, pojedynczych domów trwa do dziś, natomiast najwięcej budynków zbudowano w latach 80. i pocz. 90.

## Infrastruktura
Na osiedlu istnieją m.in. Pałac Młodzieży (centrum edukacyjno-rozrywkowe), lodowisko, przedszkola, 4 szkoły podstawowe (nr 6, 19, 44 i 67), 2 gimnazja, liceum, a także 2 kościoły (pw. Najświętszej Eucharystii i pw. Św. Rodziny), poza tym 3 duże supermarkety: Tesco (dawny Leader Price), Netto i tzw. Kanada, liczne inne większe i mniejsze sklepy (w tym oddana do użytku w 2006 r. hala targowa przy ulicy Armii Krajowej) oraz punkty usługowe, apteki, poczty, stacja benzynowa itd.
Na osiedlu znajdują się 2 krańcówki autobusowe i jedna tramwajowa.

## Siedziba Rady Osiedla
Adres rady osiedla:
94-054 Łódź, ul. Kusocińskiego 116